# Madonna d'Alba

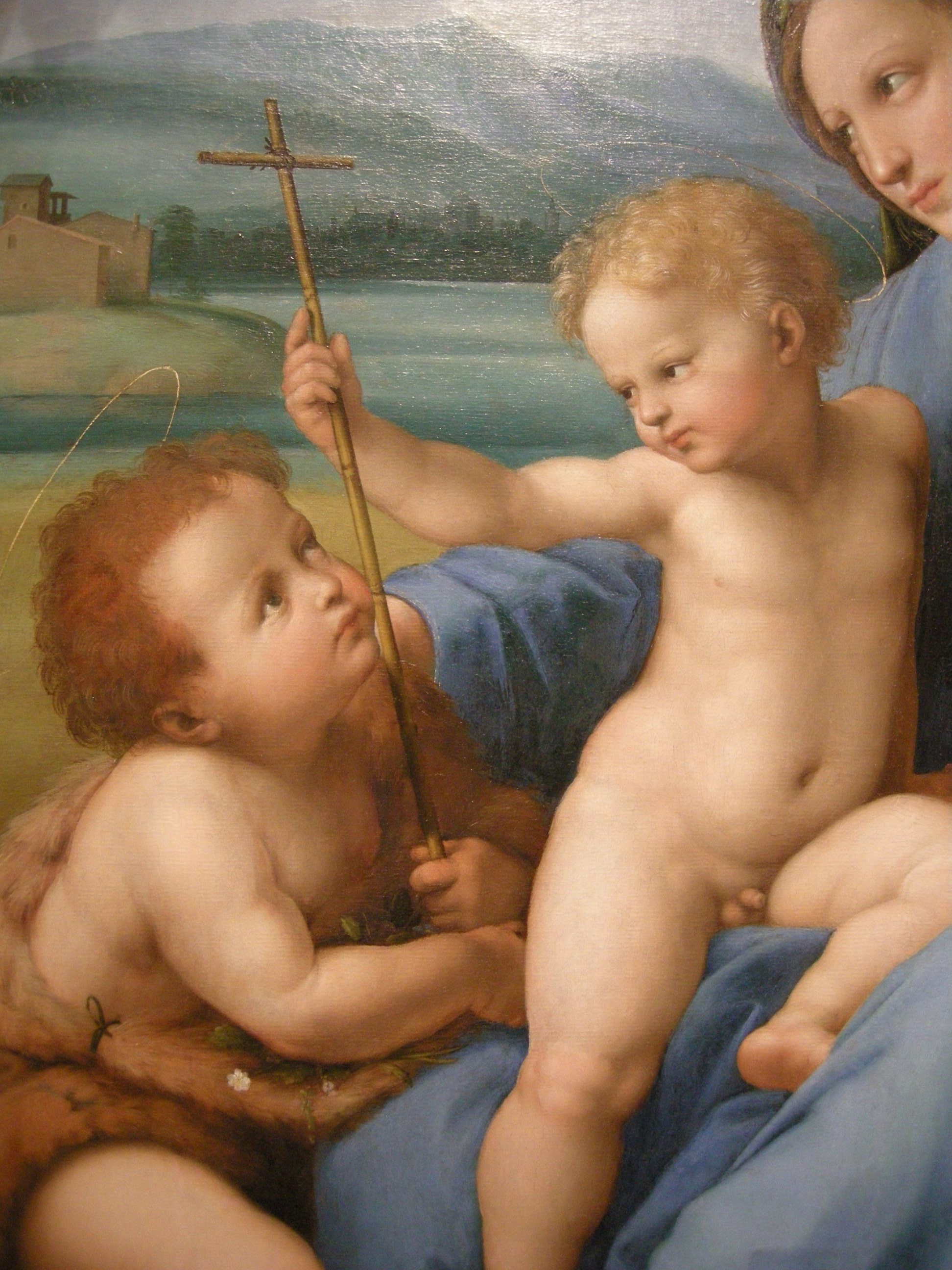
Dettaglio

La Madonna d'Alba è un dipinto a olio su tavola trasportato su tela (diametro 98 cm) di Raffaello Sanzio, databile al 1511 circa e conservato nella National Gallery of Art di Washington.

## Storia
La Madonna, un tondo, viene di solito datata ai primi anni del soggiorno romano di Raffaello, solitamente al 1511, con alcune oscillazioni tra il 1508 e l'11 appunto. Ne esistono varie repliche, che ne testimoniano il successo.
L'opera, secondo un manoscritto del Resta (Biblioteca Ambrosiana), si trovava nel Seicento nel convento degli olivetani di Nocera dei Pagani, fondato nel 1530. Su come vi fosse giunta esistono due ipotesi: una che fosse stata commissionata da Paolo Giovio, vescovo di Nocera, l'altra che vi fosse stata portata dal fondatore del convento Giambattista Castaldo dopo averla ottenuta durante il Sacco di Roma del 1527, al quale aveva preso parte. La fondazione del complesso religioso era stata dopotutto una sorta di ex voto dopo i fatti del '27.
Nel 1686 l'opera lasciò Nocera, e passò nelle mani del marchese del Carpio Gaspar de Haro y Guzman, viceré di Napoli, che la portò in Spagna. Nel 1793 il dipinto è menzionato dal Conca nelle collezioni del Duca d'Alba a Madrid, dal quale prese il nome.
Nel 1836 fu acquistato dallo zar Nicola I di Russia, che ne fece uno dei pezzi pregiati del Museo dell'Ermitage a San Pietroburgo. Un secolo dopo il governo sovietico lo cedette in maniera clandestina al collezionista americano Andrew W. Mellon, assieme a un vasto lotto di capolavori, in una delle più grandi transazioni della storia del mercato d'arte. Come noto la collezione Mellon fu poi donata al nascente museo statunitense, facendone uno dei nuclei base.
Durante la sua permanenza all'Ermitage, all'inizio del XIX secolo, il dipinto fu trasferito dal suo pannello circolare ad una tela quadrata. Analisi effettuate sul dipinto hanno mostrato che, a causa del trasferimento, la superficie pittorica ha subito delle fratture nelle parti destra e centrale.
Un disegno preparatorio della composizione si trova nel Musée des Beaux-Arts di Lille.

## Descrizione e stile
La Madonna è del tipo "dell'Umiltà", con Maria seduta in terra, su un cuscino, che tiene su una gamba il Bambin Gesù, il quale gioca con san Giovannino afferrandone la croce. Il gesto, che appare come un naturale gioco tra fanciulli, cela in realtà precisi valori religiosi, come l'accettazione del destino da parte di Cristo, preannunciato dal Battista. Tutti gli occhi convergono sulla croce, che è il fulcro della composizione. Le figure, inserite in un luminoso paesaggio bucolico, formano una composizione di tipo piramidale sviluppata spazialmente (come dimostrano le gambe di Maria in scorcio) e perfezionata per la superficie rotonda del dipinto. Evidente è l'influenza dei maestri fiorentini come Leonardo da Vinci, nella resa sfumata degli incarnati, e Michelangelo, nell'esaltazione plastica e sciolta delle forme. Maria indossa una veste dai colori pastello, con un turbante in testa e sandali all'antica.
La ricchezza di riferimenti e l'attento studio della composizione non diminuiscono però il senso di immediatezza e spontaneità della scena, tipico di Raffaello.